# Талисманова, Рита Владимировна
Рита Владимировна Талисманова (род. 15 января 2000 года, Краснодар, Россия) — российская спортсменка, борец вольного стиля. Вице-чемпионка России 2023-24. Мастер спорта.

## Спортивная карьера

### Национальный уровень
В 2017 году выступила на взрослом чемпионате России в Дагестане, но не смогла дойти до призового места. В 2018 году стала победительницей первенства России среди юниорок (до 20 лет). В 2019 году стала третьей на первенстве России среди юниорок. В конце 2021 добыла бронзовую медаль на кубке России в Смоленске. В июле 2022 года стала бронзовой медалисткой чемпионата России в Наро-Фоминске и дошла до финала Всероссийской летней универсиады в Грозном, уступив лишь Марьям Гусейновой из Дагестана. На Чемпионате России 2023 стала финалисткой. С 2023 года она представляет Свердловскую область на всероссийских турнирах. В мае 2024 года во второй раз стала финалисткой чемпионата страны.

### Международный уровень
В 2022 году приняла участие на турнире гран-при Иван Ярыгин в Красноярске и на турнире памяти Яшар Догу в Турции, но потерпела в обоих турнирах неудачу. Годом позже, Талисманова выступила снова на Гран-при Иван Ярыгин, где добыла бронзовую медаль в поединке против Уртнасан Ган-Очир из Монголии. В феврале 2023 года выиграла кубок «Belneftekhim Women’s Cup» среди борцов до 23 лет в матчевом противостоянии Россия — Беларусь, где она выиграла свою схватку на туше против чемпионки Белоруссии Виктории Радьковой. В мае 2023 года добыла серебряную медаль на международном турнире в Бишкеке (Кыргызстан). В сентябре 2023 года она была отобрана в состав сборной России на чемпионат мира 2023 в Белграде (Сербия), но потерпела неудачу на данном чемпионате мира.

## Спортивные достижения
- 2018 Первенство России среди юниорок — ;
- 2019 Первенство России среди юниорок — ;
- 2022 Чемпионат России — ;
- 2023 Гран-при Иван Ярыгин — ;
- 2023, 2024 Чемпионат России — ;